# Anna von der Pfalz (Herzogtum Berg)

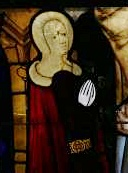
Anna von der Pfalz, Detail vom Westfenster des Altenberger Domes.

Anna von der Pfalz, auch Anna von Bayern oder Anna von Berg (* 1346; † 30. November 1415 in Düsseldorf) war eine pfälzische Prinzessin aus dem Hause Wittelsbach, durch Heirat Herzogin von Berg.

## Herkunft und Jugend
Anna war die älteste Tochter des Kurfürsten Ruprecht II. von der Pfalz (1325–1398) und dessen Gemahlin Beatrix von Sizilien-Aragon (1326–1365). Die Eltern residierten in Heidelberg, jedoch hielt sich die Mutter bei Abwesenheit ihres Mannes auch häufig mit den Kindern im Kloster Liebenau zu Worms auf, wo ihre verwitwete Schwiegermutter Irmengard von Oettingen als Dominikanerin lebte.

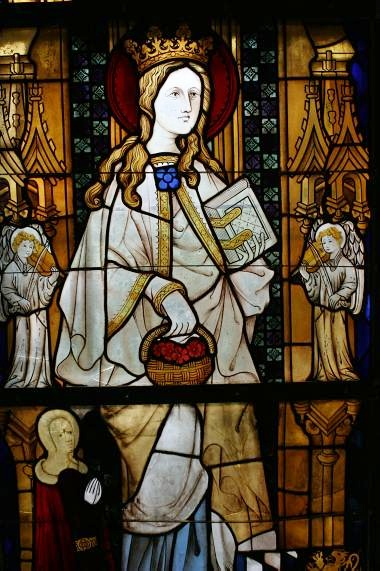
Anna von der Pfalz, kniend zu Füßen der hl. Elisabet (Westfenster des Altenberger Domes).

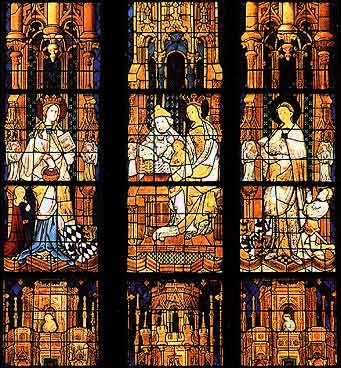
Die Zentralgruppe aus dem Westfenster des Altenberger Domes, Anna von der Pfalz links außen kniend

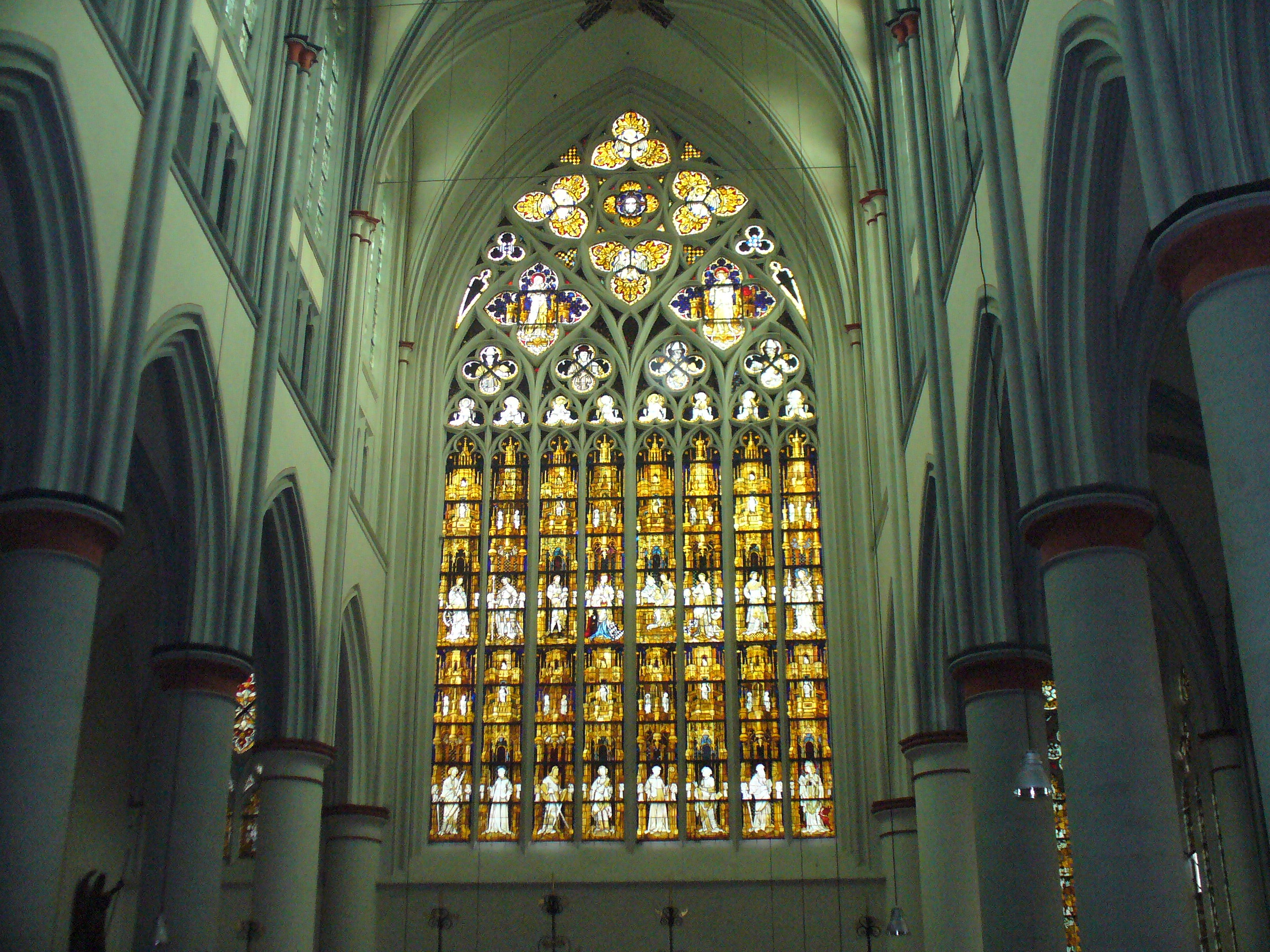
Das komplette Westfenster des Altenberger Domes

## Herzogin von Berg
Im Jahre 1360 ehelichte die Pfälzer Prinzessin Wilhelm II. Graf von Berg, der ab 1380 den Herzogstitel führte. Seit 1386 residierte das Herrscherpaar in Düsseldorf, wo sie eine Burg am Rhein erbauen ließen und sowohl die kleine Pfarrkirche St. Lambertus, wie die Stadt selbst, zur Residenz ausbauten. Am Düsseldorfer Hof förderten sie außerdem den Priester Adolf von Essen (1350–1439), welcher das Rosenkranzgebet in Deutschland verbreitete. Er wurde später Seelenführer von Margarethe von Lothringen, ebenfalls einer Wittelsbacher Prinzessin und Nichte Annas von der Pfalz.
Herzogin Anna und ihr Gatte Wilhelm II. von Berg gingen als Stifter des gewaltigen Westfensters des Altenberger Doms in die Kunstgeschichte ein. Es gilt als größtes gotisches Kirchenfenster nördlich der Alpen. Beide sind in der Zentralgruppe des prächtigen Fensters verewigt, die Herzogin mit dem pfalz-bayerischen Wappen, links von der Hl. Familie.
Annas Bruder war der deutsche König Ruprecht, gleichzeitig als Ruprecht III. auch Kurfürst von der Pfalz.
Herzogin Anna und Herzog Wilhelm II. hatten mehrere Kinder, wovon die Tochter Beatrix (1360–1395) den verwitweten, 75-jährigen Pfälzer Kurfürsten Ruprecht I. heiratete, den Großonkel ihrer Mutter Anna. Beatrix wurde als Pfälzer Kurfürstin, neben ihrem Gatten, an zentraler Stelle in der Stiftskirche in Neustadt beigesetzt.
Die Tochter Margareta (1364–1442) heiratete Herzog Otto den Quaden von Braunschweig-Göttingen.
Annas Sohn Ruprecht von Berg (1365–1394) war Fürstbischof von Paderborn und von Passau, ein hochgebildeter und tatkräftiger Oberhirte, der mit nur 29 Jahren an der Pest starb, zwar als Priester, aber noch ehe er wegen seiner Jugend die Bischofsweihe empfangen konnte.
Ein weiterer Sohn des Fürstenpaares war Wilhelm von Berg (1382–1428). In der Zeit zwischen 1402 und 1414 amtierte auch er als Fürstbischof von Paderborn, wobei er die Diözese zusammen mit seinem geistlichen Berater Gobelin Person (1358–1421) eifrig im Sinne der Devotio moderna reformierte. Wilhelm von Berg besaß keinerlei geistliche Weihen, trat schließlich von seinem Bischofsamt zurück und heiratete 1416, um den Familienstamm zu erhalten.
Anna von der Pfalz starb 1415 und wurde in der Familiengruft der von ihr und ihrem Mann zur neuen Familiengrablege ausgebauten Stiftskirche St. Lambertus zu Düsseldorf begraben.